# Майк Джонсон (політик)
Джеймс Майкл Джонсон (англ. James Mike Johnson; нар. 30 січня 1972, Шривпорт, Луїзіана) — американський політик-республіканець. Спікер Палати представників з 25 жовтня 2023 року.
Джонсон закінчив Університет штату Луїзіана та його Юридичний центр Пола М. Геберта. До того, як піти в політику, він працював адвокатом у приватній практиці та працював в Alliance Defending Freedom. Він також заснував Freedom Guard, некомерційну юридичну службу, покликану представляти інтереси християнських клієнтів у судових процесах. Джонсон був обраний членом Палати представників Луїзіани в 2015 році і працював до 2017 року.
Вперше він був обраний членом Палати представників США від 4-го округу Конгресу Луїзіани в 2016 році. Під час перебування в Конгресі Джонсон оскаржував результати президентських виборів 2020 року в Палаті представників і в суді, підтримував законопроекти, які передбачали загальнонаціональну заборону абортів, а також домагався скасування рішення у справі Обергефелл проти Ходжеса (2015), яке визнало закони, що забороняють одностатеві шлюби, неконституційними. Джонсон був головою Республіканського дослідницького комітету, найбільшого об'єднання консерваторів у Конгресі, з 2019 до 2021 рік. Він був заступником лідера Республіканської конференції Палати представників з 2021 до 2023 рік.
25 жовтня 2023 року, після усунення Кевіна Маккарті з посади спікера, Джонсон був обраний 56-м спікером Палати представників. Він є першим спікером Палати представників від Луїзіани.

## Ранні роки, освіта та кар'єра
Джонсон народився в Шривпорті, штат Луїзіана, старшим з чотирьох дітей Джин Джонсон і Джеймса Патріка Джонсона. Він говорив, що є результатом незапланованої вагітності, і що його батьки були підлітками, коли він народився. Пізніше вони розлучилися. Його батько був пожежником, який заснував некомерційну організацію «Фонд Персі Р. Джонсона», названу на честь його партнера, першого в місті афроамериканського пожежного інструктора і капітана, який загинув під час виконання службових обов'язків. Батько Джонсона також отримав серйозні опіки і став інвалідом під час виконання службових обов'язків під час тієї ж пожежі.
Джонсон закінчив середню школу «Капітан Шрів» у Шривпорті. 1995 року він отримав ступінь бакалавра бізнес-адміністрування в Університеті штату Луїзіана. У 1998 році він закінчив Юридичний центр Пола М. Геберта штату Луїзіана зі ступенем доктора права.

## Юридична кар'єра
До обрання в Конгрес Джонсон був старшим юрисконсультом Фонду оборони Альянсу, нині відомого як Альянс захисту свободи. Працюючи в Альянсі захисту свободи, він написав amicus curiae проти рішення Верховного суду США у справі Лоуренс проти Техасу (2003), яке скасувало закони штату, що криміналізували одностатеві стосунки за згодою. У 2004 році він захищав поправку 1 до Конституції штату Луїзіана, яка визначала шлюб як союз між чоловіком і жінкою, від судового оскарження.
У 2015 році Джонсон заснував Freedom Guard, некомерційну юридичну службу, покликану представляти християнських клієнтів у судових процесах. Він був його головним юрисконсультом. У цій ролі він захищав надані урядом податкові пільги для тематичного парку «Ark Encounter» компанії «Answers in Genesis» (AIG) в штаті Кентуккі. Джонсон також писав для «AiG» і представляв їх в інших судових процесах. Під час свого перебування у «Варті свободи» він також «захищав програму спортивного капеланства в Університеті штату Луїзіана від нападок, що вона є неконституційною».
У вересні 2016 року Джонсон підсумував свою юридичну кар'єру як «захист релігійної свободи, святості людського життя та біблійних цінностей, включаючи захист традиційного шлюбу та інших подібних ідеалів, коли вони піддаються нападкам».
Джонсон є професором Університету Ліберті і викладає в Школі управління Хелмса.

## Початок політичної кар'єри
Місце 8-го округу в Палаті представників Луїзіани звільнилося в 2015 році, коли Джефф Р. Томпсон був обраний на посаду окружного судді штату. Джонсон балотувався, щоб стати його наступником, і йому не було протистояння.

### Закон Луїзіани про шлюб та совість
У квітні 2015 року Джонсон запропонував Закон про шлюб і совість, законопроект, схожий за змістом на прийнятий кількома днями раніше Закон про відновлення релігійної свободи штату Індіана, хоча він заперечував, що його законодавство базується на законі штату Індіана.
Закон Джонсона про шлюб і совість запобігав би несприятливому ставленню з боку держави до будь-якої фізичної чи юридичної особи на підставі їхніх поглядів на шлюб. Критики засудили законопроект як спробу захистити людей, які дискримінують одностатеві шлюбні пари.
Губернатор Боббі Джиндал пообіцяв підписати законопроект Джонсона як закон, якщо він пройде законодавчі збори. IBM та інші роботодавці в регіоні виступили проти законопроекту, включаючи занепокоєння щодо труднощів з наймом на роботу, які він, ймовірно, спричинить. Інші політики також заперечували, в тому числі республіканський член міської ради Батон-Руж Джон Дельгадо, який назвав Джонсона «підлим фанатиком найвищого ґатунку» за те, що він запропонував законопроект.
19 травня 2015 року Комітет Палати представників з цивільного права та процедури проголосував 10-2 за внесення законопроекту до порядку денного, фактично поклавши край його шансам стати законом. Як республіканці, так і демократи проголосували проти законопроекту; крім Джонсона, за нього проголосував лише республіканець Рей Гарофало. Після внесення законопроекту до порядку денного Джиндал заявив, що видасть виконавчий наказ, який забезпечить реалізацію його намірів.

## Палата представників США

### Вибори

#### 2016
10 лютого 2016 року Джонсон оголосив про висунення своєї кандидатури на місце в 4-му окрузі Палати представників США, яке протягом восьми років займав Джон Флемінг. Флемінг балотувався на місце в Сенаті США, яке звільнив Девід Віттер. Джонсон виграв вибори.

#### 2018
У 2018 році Джонсон виграв другий термін у Палаті представників, перемігши кандидата від Демократичної партії Райана Трандла, 139 307 голосів (64 %) проти 72 923 (34 %).

#### 2020
У 2020 році Джонсон виграв третій термін у Палаті представників, отримавши 185 265 голосів (60 %) проти 78 157 голосів (25 %) кандидата від Демократичної партії Кенні Х'юстона.

#### 2022
У 2022 році Джонсон виграв переобрання без жодної опозиції.

### Термін дії

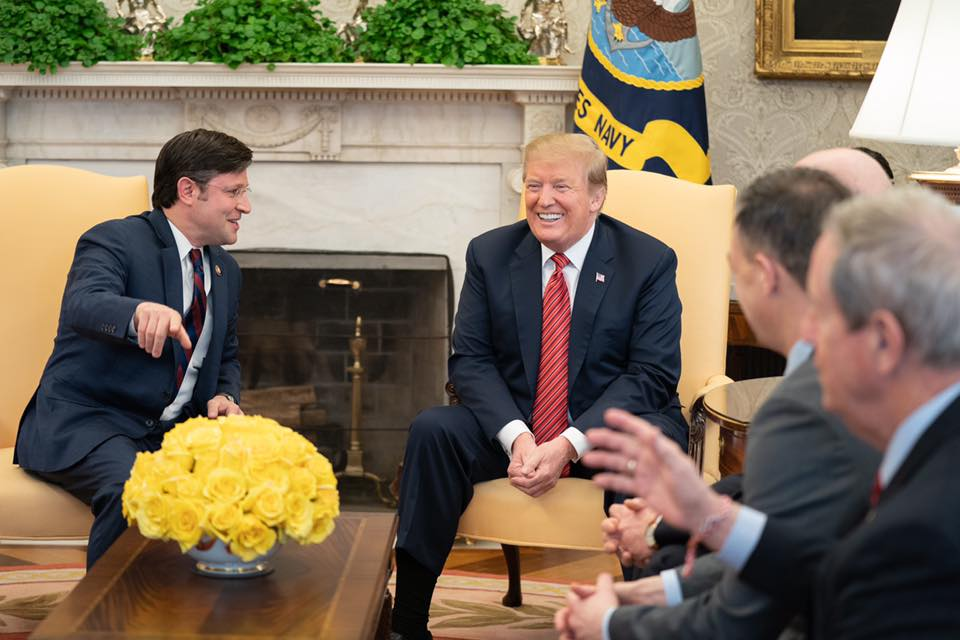
Джонсон з президентом Трапом

#### Ранні роки
Джонсон був приведений до присяги 3 січня 2017 року. Він був обраний віце-головою Республіканської конференції, помічником лідера республіканців Палати представників, членом судового комітету, комітету з питань збройних сил, а також членом і колишнім головою Республіканського дослідницького комітету.
Джонсон голосував за Американський закон про охорону здоров'я 2017 року.
У грудні 2017 року Джонсон проголосував за Закон про скорочення податків і створення робочих місць. Після голосування за закон він назвав економіку «низькорослою» і «тягарем» для американців, додавши: «Важливість цього моменту неможливо переоцінити. З першою за 31 рік комплексною податковою реформою ми значно зміцнимо економіку США і відновимо економічну мобільність і можливості для працьовитих людей і сімей по всій країні».
Джонсон був серед 147 республіканців, які проголосували за скасування результатів президентських виборів 2020 року.
Джонсон тісно співпрацює з християнськими групами «Відповіді в Бутті», «Луїзіанський сімейний форум», «Альянс на захист свободи» та «Фокус на сім'ю».
19 травня 2021 року Джонсон і всі інші сім лідерів республіканців у Палаті представників Конгресу 117-го скликання проголосували проти створення національної комісії з розслідування штурму Капітолію США 6 січня 2021 року. За створення комісії проголосували 35 членів Палати представників від Республіканської партії та всі 217 присутніх демократів.
Після проміжних виборів 2022 року представник Енді Біггс запропонував Джонсона як можливого компромісного кандидата на посаду спікера Палати представників замість лідера Республіканської конференції Кевіна Маккарті, після того, як члени «фракції свободи» Палати представників виступили проти заявки Маккарті на посаду спікера.
У 2023 році Джонсон став головою судового підкомітету Палати представників з питань конституції та обмеженого уряду.

## Спікер Палати представників США

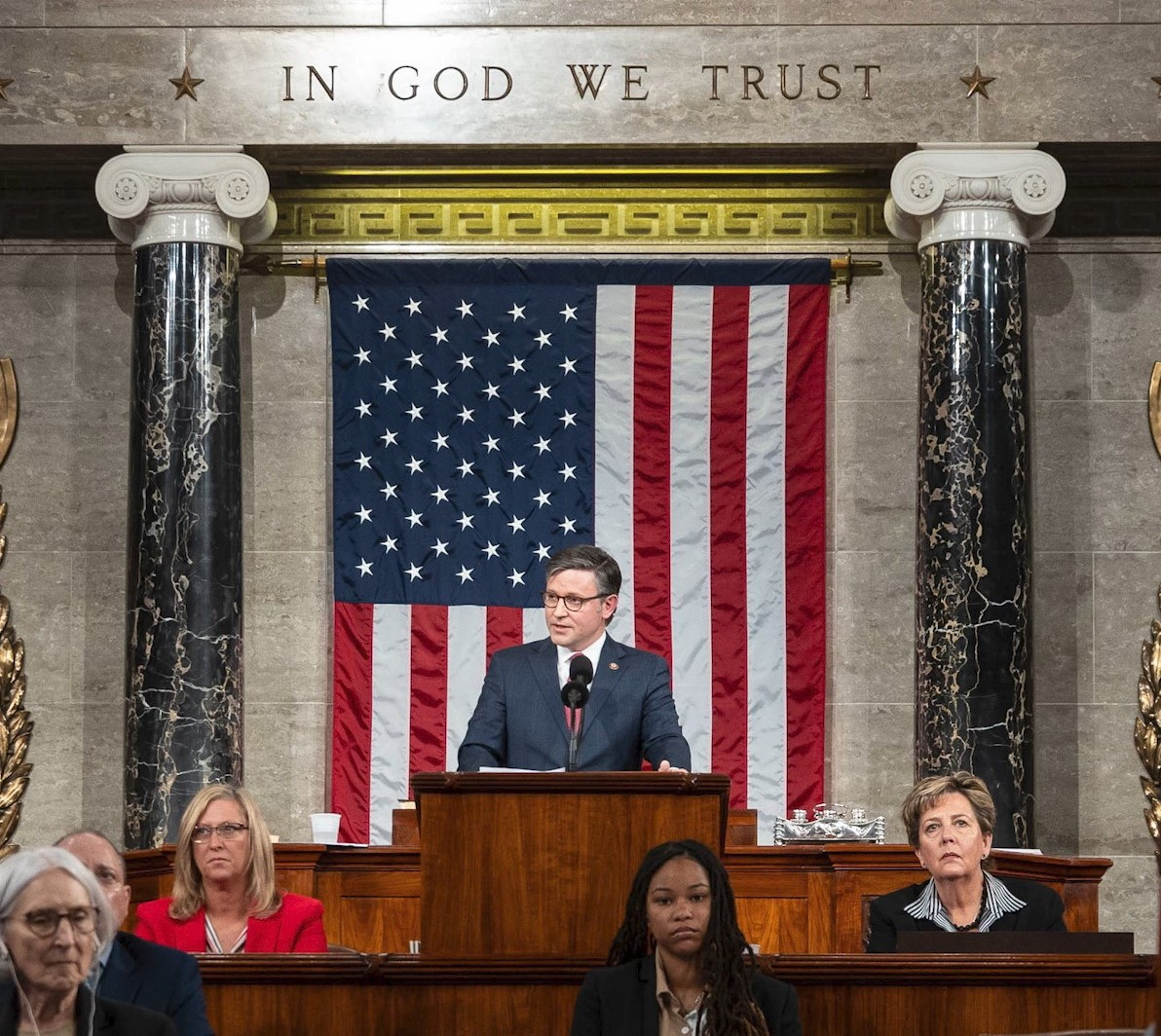
Джонсон виступає з першою промовою після обрання на посаду спікера Палати представників.

### Висунення та обрання
Після безпрецедентного усунення спікера Кевіна Маккарті з посади спікера Палати представників, республіканець Метт Ґейц запропонував Джонсона як кандидата на посаду спікера. 13 жовтня 2023 року Джонсон заявив, що не балотуватиметься на посаду спікера і натомість підтримав колегу Джима Джордана, однак того ж дня NBC News повідомив, що Джонсон розглядає можливість балотуватися на посаду спікера, якщо Джордан відмовиться від участі у виборах.
21 жовтня 2023 року, після того, як республіканці Стів Скаліс і Джим Джордан зробили невдалі спроби стати спікером Палати представників, Джонсон оголосив свою кандидатуру на посаду спікера від республіканців, але 24 жовтня був переможений Томом Еммером. Еммер переміг Джонсона 117 голосами проти 97 на п'ятому голосуванні. Незабаром після цього Еммер зняв свою кандидатуру на посаду спікера. Пізніше, 24 жовтня, республіканці Палати представників проголосували за те, щоб зробити Джонсона своїм четвертим кандидатом на виборах спікера у жовтні 2023 року. Кандидатуру Джонсона на посаду спікера підтримав колишній президент США Дональд Трамп.
25 жовтня 2023 року Палата представників проголосувала 220—209 голосами за обрання Джонсона 56-м спікером Палати представників США. За Джонсона проголосував кожен присутній член Палати представників-республіканець. Джонсон також склав присягу як спікер 25 жовтня 2023 року. Він є першим спікером в історії Сполучених Штатів, який походить з Луїзіани. На момент вступу на посаду спікера Джонсон працював у Конгресі шість років і десять місяців, що є найкоротшим терміном перебування на посаді спікера для будь-якого члена Палати представників за останні 140 років.

### Термін перебування на посаді

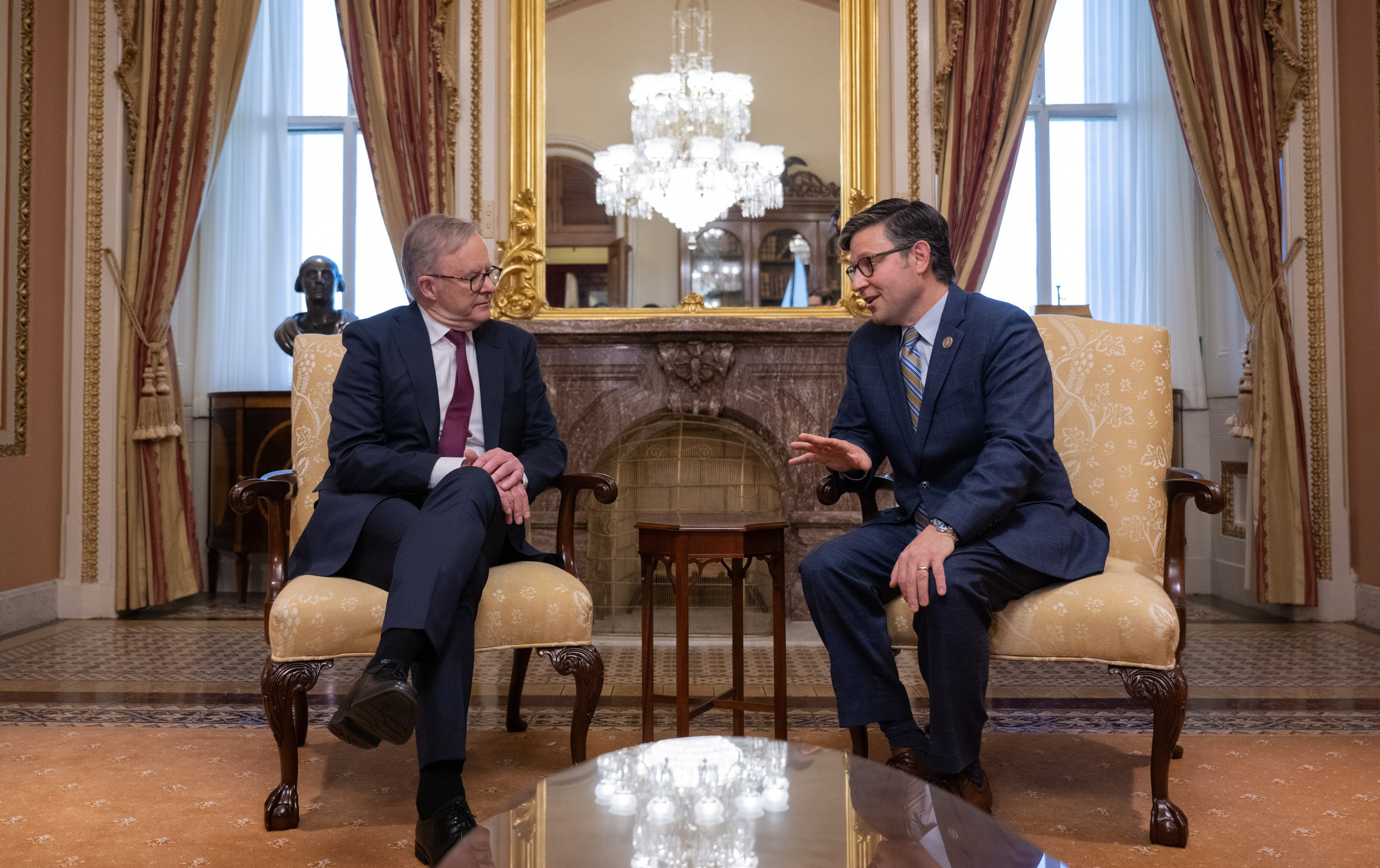
Джонсон зустрічається з прем'єр-міністром Австралії Ентоні Албанізе, 26 жовтня 2023 року.

Незабаром після обрання Джонсона спікером Палати представників видання Politico повідомило, що «якщо демократи доб'ються свого», Джонсон «незабаром буде добре відомий кожному американцеві — як заперечувач виборів, екстреміст проти абортів і руйнівник соціального забезпечення та медичної допомоги. Джонсон ще не був офіційно обраний спікером, як дослідницька машина демократичної опозиції запрацювала на повну потужність… Вони сповнені рішучості визначити Джонсона в очах громадськості до того, як у нього з'явиться шанс визначити себе».

## Політичні позиції

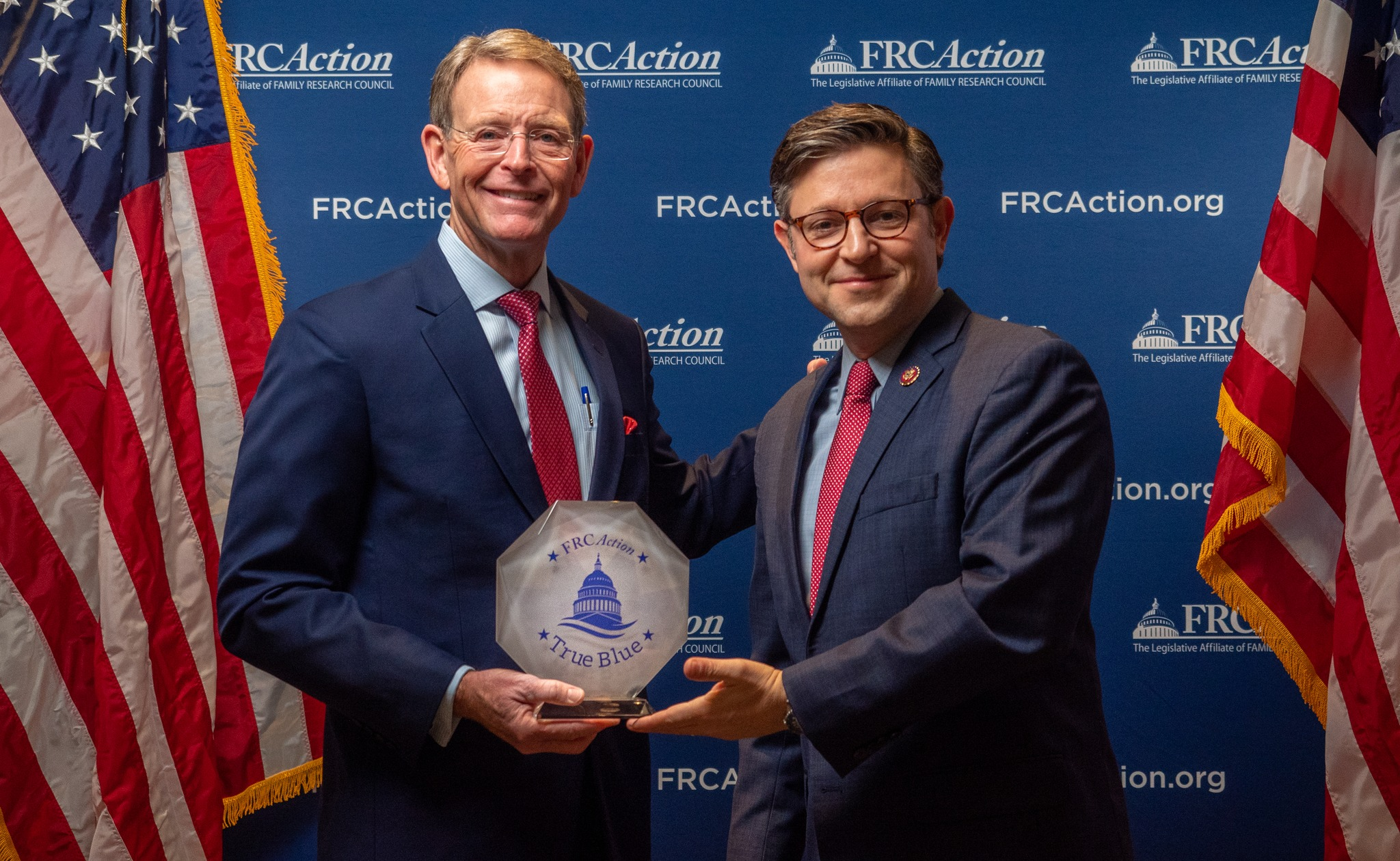
Джонсон отримує нагороду «True Blue» від президента Ради сімейних досліджень Тоні Перкінса у 2023 році.

Джонсон є членом християнської правої фракції Республіканської партії.
У своїй інавгураційній промові на посаді спікера Палати представників Джонсон підкреслив релігійну основу своєї політики, включаючи «ультраконсервативні позиції щодо абортів […] та одностатевих шлюбів». Його політичний профіль визначався відвертим протистоянням правам геїв.

### Спроби скасувати Президентські вибори 2020
На початку листопада 2020 року, після того, як багато соціологічних опитувань і ЗМІ назвали президентські вибори 2020 року на користь Джо Байдена, а не Дональда Трампа, Джонсон заявив, що двічі розмовляв з Трампом, розповівши, що закликав Трампа «вичерпати всі доступні засоби правового захисту, щоб відновити довіру американців до справедливості нашої виборчої системи», і що він був натхненний наміром Трампа забезпечити «розслідування всіх випадків шахрайства та незаконності та притягнення винних до відповідальності».
17 листопада 2020 року Джонсон заявив: «Ви знаєте звинувачення щодо цих машин для голосування, деякі з них були сфальсифіковані за допомогою цього програмного забезпечення від Dominion, в цьому є багато заслуг. І коли президент каже, що вибори були сфальсифіковані, він має на увазі саме це. Фальсифікація була. […] програмному забезпеченні, яке використовується по всій країні і яке викликає підозри, оскільки походить з Венесуели Уго Чавеса». До жовтня 2022 року Джонсон заявив, що ніколи не підтримував твердження про масові фальсифікації на виборах 2020 року.
У грудні 2020 року Джонсон очолив зусилля, завдяки яким 126 республіканських членів Палати представників підписали дружні записки на підтримку Техасу проти Пенсильванії, позову, поданого до Верховного суду США, який оскаржував результати президентських виборів 2020 року, на яких Байден переміг чинного президента Дональда Трампа. Верховний суд відмовився розглядати справу на підставі того, що Техас не мав правоздатності згідно зі статтею 3 Конституції оскаржувати результати виборів, проведених іншим штатом.
Під час підрахунку голосів у колегії виборщиків США в січні 2021 року Джонсон був одним із 120 представників США, які заперечували проти засвідчення результатів президентських виборів 2020 року в обох штатах — Аризоні та Пенсильванії, тоді як ще 19 представників США заперечували за один з цих штатів. Джонсон був описаний The New York Times як «найважливіший архітектор заперечень Колегії виборщиків», оскільки він закликав відхилити результати на основі аргументу «конституційної неспроможності», і таким чином переконав «близько трьох чвертей» тих, хто заперечував, використати його аргументацію. Аргумент Джонсона полягав у тому, що певні посадові особи штатів порушили Конституцію, послабивши обмеження на голосування поштою або дострокове голосування через пандемію COVID-19 без консультацій з законодавчими органами штатів.

### Аборт
Джонсон підтримує національну заборону абортів і виступає проти справи Ро проти Вейда. Перебуваючи в Конгресі, Джонсон підтримував законопроекти, що забороняють аборти як при заплідненні, так і на 15 тижні вагітності. У 2015 і 2016 роках Джонсон очолював антиабортний «Марш життя» в Шревепорті-Боссьє-Сіті. 2017 року на засіданні судового комітету Палати представників Джонсон стверджував, що справа Ро проти Вейда призвела до необхідності скорочення соціального страхування, Медікер та Медикейд:
|  | Ро проти Вейда надала конституційне прикриття вибірковим вбивствам ненароджених дітей в Америці. ... Подумайте про наслідки цього для економіки; ми всі тут боремося за те, щоб підтримувати основи соціального забезпечення, "Медікер", "Медикейд" і все інше. Якби у нас були всі ці працездатні працівники в економіці, ми б не переверталися з ніг на голову і не падали так, як зараз". |

Джонсон був співавтором Закону про захист ненароджених дітей, здатних відчувати біль, 2017 року, який забороняє аборти після 20 тижнів; Закону про захист ненароджених дітей, здатних відчувати біль, від абортів на пізніх термінах, який забороняє аборти після 15 тижнів; і Закону про захист серцебиття 2021 року, який забороняє аборти після 6 тижнів. Усі три законопроекти передбачають покарання для лікарів, які роблять аборти, у вигляді п'яти років ув'язнення.

### Зміна клімату
Під час виборів в 2017 році Джонсон заявив, що він вірить, що клімат змінюється, але ставить під сумнів науковий консенсус щодо зміни клімату про те, що це спричинено людиною.
Під керівництвом Джонсона Республіканський дослідницький комітет у 2019 році назвав «Зелений новий курс» Александрії Окасіо-Кортес «жадібною новою крадіжкою», описав «вітер і сонце» як «найбільш неефективні джерела енергії, які ми маємо», і стверджував, що проживання поблизу вітрових турбін може спричинити «депресію та когнітивну дисфункцію».
Джонсон отримав 2 % (зі 100 %) балів за Національним екологічним рейтингом Ліги виборців охорони природи, що робить його одним з 47 республіканців з найнижчим рейтингом у рейтинговій системі LCV. За свою семирічну кар'єру в Конгресі Джонсон отримав 338 125 доларів у вигляді пожертвувань від нафтогазової промисловості.

### Шлюб за заповітом
Джонсон став відомим наприкінці 1990-х років, коли він і його дружина з'явилися на телебаченні, щоб просувати нові закони в Луїзіані, що дозволяють укладати шлюби за заповітом, згідно з якими розлучення набагато складніше отримати, ніж при розлученні без нього. 2005 року Джонсон з'явився в програмі «Доброго ранку, Америко» на телеканалі ABC, щоб просувати шлюби за заповітом, заявивши: «Я великий прихильник шлюбу, вірності і всіх речей, які з цим пов'язані».

### Дональд Трамп
У 2019 році Джонсон заявив: «Президент Трамп повністю співпрацював з розслідуванням [спеціального радника Мюллера]». У доповіді Мюллера зазначалося: «Президент почав публічні нападки на розслідування та залучених до нього осіб, які могли мати докази, що негативно впливають на президента, в той час як у приватному порядку президент доклав низку цілеспрямованих зусиль, щоб контролювати розслідування». Це включало в себе спробу звільнити Мюллера і тиск на тодішнього генерального прокурора Джеффа Сешнса, щоб обмежити розслідування.
У 2019 році, під час першого імпічменту Дональда Трампа, Джонсон захищав Трампа, кажучи чиновникам Білого дому ігнорувати повістки Конгресу як «законний привілей виконавчої влади на юридичний імунітет». Джонсон був членом команди юридичного захисту Трампа під час судових процесів щодо імпічменту в Сенаті у 2019 та 2021 роках, які завершилися виправданням.

### Україна
Джонсон підтримав припинення американської військової допомоги Україні у її війні з Росією.
Громадська ініціатива «Республіканці за Україну» проаналізувала висловлювання й голосування в Конгресі усіх представників партії й поставила Джонсону найнижчу оцінку F.
Минулого року новопризначений спікер Конгресу виступив із жорсткою заявою із засудженням повномасштабного російського вторгнення й підтримав законопроєкт про ленд-ліз для України. Але потім він послідовно голосував проти додаткового фінансування для Києва й, навпаки, підтримував ініціативи ультраправих колег про її скорочення або скасування.
Він був і серед 57 республіканців, які голосували проти запиту Білого дому на додаткові $40 млрд для допомоги Україні та союзникам.
«Ми не повинні скеровувати за кордон чергові 40 мільярдів доларів, коли на наших власних кордонах вирує хаос, американські матері не можуть знайти харчування для своїх немовлят, ціни на пальне рекордно високі, а американські сім'ї ледь зводять кінці з кінцями, — сказав тоді Джонсон, — без достатнього контролю за тим, куди підуть ті гроші».
Однак після обрання спікером Палати представників Джонсон публічно заявив, що ніколи не виступав проти фінансування чи допомоги Україні, та стверджував, що він «відкритий до переговорів» щодо запиту президента Джо Байдена про надання додаткових коштів для допомоги українському «контрнаступу проти Росії».
«Ми будемо говорити про підтримку України і про те, що необхідно для її отримання. Ми повинні гарантувати, щоби Володимир Путін не досягнув успіху, і я думаю, що всі республіканці в Палаті представників єдині в цьому питанні», — заявив він журналістам.

15 квітня 2024 року Майк Джонсон вніс до Палати Представників декілька законодавчих зовнішньополітичних ініціатив власного авторства, в тому числі — законопроект про допомогу Україні, який значно підвищує міру виділення коштів, зобов'язує президента Байдена виділяти нинішній кошторис президентської програми по виділенню допомоги (PDA) розміром у $7,8 млрд лише на підтримку уряду України та надає можливість президентові США списати рівно 50 % зовнішнього боргу України перед Сполученими Штатами Америки з наступного фінансового року, на відміну від початкового проекту закону про об'єднану допомогу Україні, Ізраїлю та Тайваню, представленого Білим Домом у вересні 2023 року.

### Імміграція
Джонсон підтримав указ президента Дональда Трампа 2017 року про заборону імміграції з семи переважно мусульманських країн, заявивши: «Це не спроба заборонити будь-яку релігію, а скоріше спроба належним чином захистити нашу батьківщину. Ми живемо в небезпечному світі, і цей важливий захід допоможе нам збалансувати свободу і безпеку».
У 2023 році Джонсон проголосував за поправку, яка ліквідувала б фінансування імміграції та допомоги біженцям

### Права ЛГБТ
Джонсон є відвертим противником гомосексуалізму.
У 2003 і 2004 роках Джонсон написав кілька статей для шривпортської газети The Times, де він виступав проти легалізації одностатевих сексуальних стосунків і одностатевих шлюбів у Сполучених Штатах. В одній статті він писав: «Держави мають багато законних підстав для заборони одностатевих сексуальних стосунків, що відхиляються від норми», в тому числі з міркувань громадського здоров'я, і описав скасування законів про содомію в Сполучених Штатах як відкриття «скриньки Пандори». У другій статті Джонсон назвав гомосексуалізм «неприродним за своєю суттю» і «небезпечним способом життя»; він стверджував, що якщо дозволити одностатеві шлюби для гомосексуалістів, «то нам доведеться зробити це для кожної девіантної групи. Полігамісти, поліамористи, педофіли та інші будуть наступними в черзі, щоб вимагати рівного захисту», включаючи людей, які хочуть одружитися зі своїми домашніми тваринами. Джонсон також дійшов висновку, що дозвіл одностатевих шлюбів поставить під загрозу «всю демографічну систему країни». В іншій статті Джонсон заявив, що неназвані експерти «стверджують, що гомосексуальні шлюби є темним передвісником хаосу і сексуальної анархії, які можуть приректи на загибель навіть найсильнішу республіку».
У 2005 році Джонсон виступив проти щорічного Дня мовчання проти булінгу GLSEN, заявивши в інтерв'ю NBC News: «…це маскування їхнього справжнього послання — що гомосексуальність корисна для суспільства». Джонсон виступав проти Лоуренса проти Техасу, який постановив, що більшість санкцій кримінального покарання за добровільні, дорослі непродуктивні сексуальні стосунки є неконституційними; а також проти Обергефелла проти Ходжеса, який легалізував одностатеві шлюби на національному рівні. Джонсон виступає проти одностатевих шлюбів. 2022 року Джонсон представив закон «Про припинення сексуалізації дітей», який забороняє фінансованим з федерального бюджету установам, включаючи державні школи та бібліотеки, пропагувати або згадувати гендерну ідентичність. Законопроект порівнюють із Законом Флориди про батьківські права в освіті.
У 2019 році, коли Джонсон був головою Республіканського дослідницького комітету, комітет опублікував заяву, в якій розкритикував видалення робіт клінічного психолога і прихильника конверсійної терапії Джозефа Ніколозі з продажу на Amazon. Комітет стверджував, що Amazon займається цензурою, відмовляючись робити роботи Ніколозі доступними для продажу.

### Медична марихуана
У 2016 році Джонсон виступив проти розширення використання медичної марихуани в Луїзіані. Він стверджував, що медична марихуана може погіршити деякі стани, зокрема, епілепсію, посилаючись на дослідження Американського товариства епілепсії про те, що вона може викликати «важкі дистонічні реакції та інші рухові розлади, регрес у розвитку, непереборну блювоту і посилення нападів» у дітей з епілепсією.

### Мінімальна заробітна плата
У 2019 році Джонсон виступив проти Закону про підвищення заробітної плати, який мав підвищити федеральну мінімальну заробітну плату до 15 доларів, як «законодавство, що знищує робочі місця». У 2021 році Джонсон знову виступив проти цього законопроекту.

### Молитва в державних школах
У квітні 2018 року Джонсон приєднався до республіканського генерального прокурора штату Джеффа Лендрі та християнського євангеліста Кірка Кемерона, щоб відстоювати Першу поправку про молитву та релігійне вираження під керівництвом учнів у державних школах. Джонсон і Лендрі разом з Кемероном, який виступав у рекламному відеоролику, взяли участь у молитовних мітингах у Першій баптистській церкві Міндена і в громадському коледжі парафії Боссьє в Боссьє-Сіті. Ці зібрання були організовані місцевими пасторами, в тому числі Бредом Юрковичем з Першої баптистської церкви Боссьє, у відповідь на судовий позов, поданий у лютому проти шкільної ради округу Боссьє та її керівника Скотта Сміта. Сміта і раду звинуватили в тому, що вони дозволяли вчителям включати різні аспекти християнства в свої презентації в класі.

### Відокремлення церкви від держави
Джонсон говорив про «так зване відокремлення церкви від держави». Він стверджував, що «засновники хотіли захистити церкву від зазіхань держави, а не навпаки».

### Соціальне забезпечення та медицина
Під час свого перебування на посаді голови Республіканського дослідницького комітету у 2019—2021 роках, депутат Майк Джонсон допоміг розробити бюджетні резолюції, які передбачали скорочення витрат на Медікер приблизно на 2 трильйони доларів, на 3 трильйони доларів на Медикейд та Закон про доступну медичну допомогу, а також на 750 мільярдів доларів на соціальне забезпечення, зазначив Боббі Коган з Центру американського прогресу. У 2018 році Джонсон заявив, що реформа соціальних виплат є його «пріоритетом номер один» і що скорочення витрат на «соціальне забезпечення, Медікер, Медикейд і відсотки по боргу» повинні були «відбутися вчора», оскільки вони становлять екзистенційну загрозу для американського експерименту.

## Особисте життя

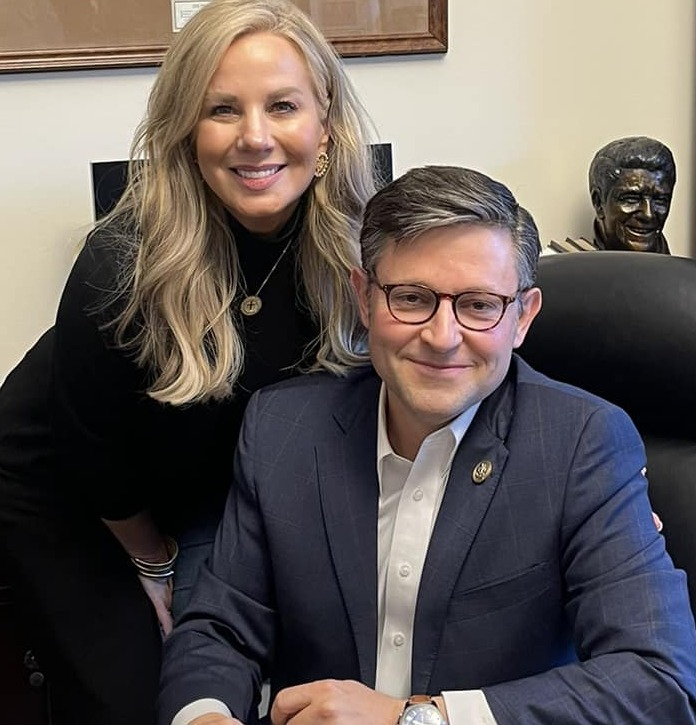
Джонсон з дружиною Келлі

Джонсон одружився зі своєю дружиною Келлі в 1999 році. Джонсони перебувають у шлюбі за заповітом. Джонсони мають чотирьох дітей і проживають у Бентоні, штат Луїзіана. Джонсон заявляв, що на початку свого подружнього життя вони з дружиною взяли на виховання 14-річного афроамериканського хлопчика і вважають його частиною своєї сім'ї.
У 2016 році Джонсон описав себе, перш за все, як християнина. Він є євангелістом, південним баптистом. Джонсон сказав: «Моя віра визначає все, що я роблю».
З березня 2022 року Джонсон і його дружина Келлі є співведучими подкасту «Truth Be Told», де вони обговорюють державні справи та інші питання з християнської точки зору. У своєму подкасті Джонсон підкреслив, що «слово Боже, звичайно, є остаточним джерелом будь-якої істини», і пояснив успіх Сполучених Штатів як провідної нації тим, що вони є єдиною нацією, заснованою на «релігійному викладі віри».